# Lanesboro (Pennsylvanie)
Lanesboro est un borough situé au nord-est du comté de Susquehanna, en Pennsylvanie, aux États-Unis,. En 2010, il comptait une population de 506 habitants, estimée au 1er juillet 2020 à 511 habitants.

## Démographie
Lors du recensement de 2010, le borough comptait une population de 506 habitants. Elle est estimée, en 2020, à 511 habitants.

### Source de la traduction
- (en) Cet article est partiellement ou en totalité issu de l’article de Wikipédia en anglais intitulé « Lanesboro, Pennsylvania » (voir la liste des auteurs).